# Square Béla-Bartók
Le square Béla-Bartók est un espace vert du 15e arrondissement de Paris.

## Situation et accès
Le square est situé au cœur des immeubles du Front de Seine, et entouré par le quai de Grenelle et la place de Brazzaville.
Il est desservi par la ligne 6 à la station Bir-Hakeim.

## Origine du nom
Il rend hommage au compositeur et pianiste hongrois Béla Bartók (1881-1945), non seulement par son nom mais aussi par une statue baptisée Béla Bartók, œuvre d'Imre Varga et don de la ville de Budapest en 1982 (à noter que Imre Varga est l'auteur d'une autre statue nommée Béla Bartók et située à Bruxelles).

## Historique
D'une superficie de 6 100 m2, ce jardin paysager, créé en 1981, est planté de rhododendrons, de bruyères et de magnolias ; on y trouve également une petite bambouseraie.
Le square abrite une fontaine en métal reposant sur un socle en mosaïque, Cristaux, (souvent appelée « fontaine Béla-Bartók »), sculptée en 1981 par Jean-Yves Lechevallier.

## À proximité
On trouve à proximité le siège du groupe Société française du radiotéléphone (SFR).